# Meng xi bi tan
Le Mengxi Bitan (chinois : 梦溪笔谈 ; pinyin : Mèngxī Bǐtán), généralement traduit par « Notes (ou essais) de l'étang des rêves » ou « Discussions/Conversations au pinceau depuis un petit ruisseau de rêve », est un ouvrage encyclopédique chinois rédigé par l'érudit polymathe Shen Kuo (沈括) au XIe siècle, durant la dynastie Song (960-1279). Composé en 1088, alors que Shen vivait retiré dans sa résidence appelée « Étang des rêves » (Mengxi), le livre rassemble une série de notes couvrant une vaste gamme de sujets, notamment l'astronomie, la météorologie, la géologie, la biologie, la médecine, la musique, la technologie, la littérature, l'histoire et les affaires militaires.
Il est considéré comme l'un des textes scientifiques et techniques les plus importants de la Chine médiévale et témoigne de l'approche empirique et observationnelle de Shen Kuo, préfigurant par certains aspects la méthode scientifique moderne. L'œuvre est également remarquable pour ses descriptions précoces de phénomènes naturels, telles que l'érosion, le magnétisme, ou encore les fossiles, ainsi que pour sa mention du concept de l'aiguille magnétique orientée vers le sud, une des premières références connues à la boussole magnétique.
Structuré en trente volumes (卷, juàn, « rouleaux ») rassemblant un total de 609 notes, classées en dix-sept catégories thématiques, le Mengxi Bitan combine anecdotes personnelles, observations scientifiques et réflexions philosophiques, ce qui en fait un témoignage exceptionnel de la pensée savante et de la curiosité intellectuelle sous les Song. Le texte a fait l'objet de nombreuses éditions et commentaires au fil des siècles, et il demeure une source précieuse pour l'histoire des sciences et techniques en Chine.

## Histoire
Shen Kuo est un fonctionnaire gouvernemental renommé et un général militaire pendant la période de la dynastie des Song du Nord en Chine. Cependant, il est destitué de ses fonctions par le chancelier Cai Que (蔡確, 1036-1093), qui le tient à tort pour responsable d'une défaite militaire des Song face aux tangoutes de la dynastie des Xia occidentaux en 1081 pendant les guerres Song-Xia. Lorsque Shen compile et publie le Mengxi Bitan en 1088, il est à la retraite et vit dans un isolement relatif dans sa somptueuse propriété près de l'actuelle Zhenjiang dans la province du Jiangsu. Il intitule le livre d'après le nom qu'il a donné à son domaine privé, l'« Étang des rêves ». En français, une traduction littérale complète du titre est Conversations au pinceau depuis un petit ruisseau de rêve, et Shen Kuo est cité comme disant :
« Parce que je n'avais que mon pinceau et mon encrier pour converser, je l'appelle Conversations au pinceau. »
Comme le souligne l'historien Chen Dengyuan, une grande partie de l'œuvre écrite de Shen Kuo a probablement été purgée sous la direction du ministre Cai Jing (1046-1126). Par exemple, seulement six des livres de Shen subsistent, et quatre d'entre eux ont été significativement modifiés depuis leur rédaction. Le Mengxi Bitan est cité pour la première fois dans un ouvrage chinois écrit en 1095, montrant que même vers la fin de la vie de Shen, son dernier livre était largement imprimé. Le livre était à l'origine long de 30 chapitres, mais une édition d'un auteur chinois inconnu de 1166 a édité et réorganisé l'œuvre en 26 chapitres. Il existe une copie survivante de cette édition de 1166 aujourd'hui conservée au Japon, tandis qu'une réimpression chinoise a été produite en 1305. En 1631, une autre édition a été imprimée, mais elle a été largement réorganisée en trois chapitres principaux.
À l'époque moderne, l'œuvre biographique de Zhang Jiaju intitulé Shen Kuo (1962) contient des traductions sélectionnées du Mengxi Bitan du chinois médiéval vers le chinois vernaculaire moderne. L'ouvrage a également été traduit du chinois vers diverses langues étrangères. Divers volumes de la série Science and Civilisation in China (en) de Joseph Needham, publiés depuis 1954, contiennent une grande quantité de traductions anglaises sélectionnées du Mengxi Bitan. Brush Talks from Dream Brook est la première traduction complète en anglais, présentée en deux volumes par les traducteurs Wang Hong et Zhao Zheng, et publiée en 2008 par la Maison d'édition populaire du Sichuan. Une traduction japonaise de l'édition chinoise de 1166 a été préparée par le Séminaire d'histoire des sciences de l'Institut de recherche en sciences humaines (Jimbun kagaku kenkyusho) pour l'université de Kyoto, et imprimée par l'auteur Umehara Kaoru dans son édition en 3 volumes de Bokei hitsudan (1978-1981). Des extraits cités du Mengxi Bitan en français ont été imprimés dans les œuvres écrites de J. Brenier en 1989 a[›] et de J. F. Billeter en 1993b[›]. Une traduction complète en allemand est offerte dans Shen Kuo : Pinselunterhaltungen am Traumbach. Das Gesamte Wissen des Alten China, traduite et éditée par Konrad Herrmann, et publiée en 1997 par Diederichs Verlag Munich (Gelbe Reihe Magnum, vol. I).

## Structures des 17 catégories
| Volume                      | Titre                                                                                   | Sujets Traités |
| --------------------------- | --------------------------------------------------------------------------------------- | --- |
| - 1 - 2 - 17 - 18 - 24 - 26 | - Histoires - Récits - Calligraphie & Art - Artisanat - Magie & Illusions - Littérature | - Événements historiques vérifiés - Anecdotes sociales - Techniques de peinture - Imprimerie, textile, forge - Démystification des phénomènes « surnaturels » - Critique poétique |

## Domaines couverts et découvertes clés

### Astronomie et mathématiques
Shen Kuo propose des observations et des théories qui démontrent une compréhension approfondie des phénomènes célestes. Il décrit avec précision les phases de la lune et explique que sa luminosité est due à la réflexion de la lumière solaire, une idée qui s'aligne avec les principes de l'astronomie moderne. Il explique que la lune elle-même ne produit pas de lumière mais reflète celle du soleil, ce qui explique les différentes phases lunaires observées depuis la Terre. Au sujet des éclipses solaires et lunaires, il écrit que ces phénomènes se produisent lorsque le soleil, la lune et la Terre s'alignent de manière spécifique. Il note que les éclipses ne se produisent pas à chaque conjonction ou opposition en raison de l'inclinaison des orbites de la Terre et de la Lune, une observation qui montre sa compréhension de la mécanique céleste.
Il fait preuve d'une maîtrise des concepts géométriques et arithmétiques en utilisant des méthodes mathématiques pour résoudre des problèmes pratiques, tels que le calcul des dimensions des structures architecturales et la mesure des distances. Ses écrits montrent une application pratique des mathématiques dans divers domaines, y compris l'ingénierie et l'architecture.
Le Mengxi Bitan est également notable pour ses descriptions des instruments astronomiques tels que le tube de visée pour déterminer la position des étoiles, un outil essentiel pour les observations astronomiques précises. Il explique comment cet instrument peut être utilisé pour fixer la position de l'étoile polaire, ce qui est crucial pour la navigation et l'astronomie.

### Géologie et paléontologie
Il décrit des phénomènes tels que l'érosion et la sédimentation, et propose des explications pour la formation des paysages. Il observe que les montagnes et les vallées subissent des transformations au fil du temps en raison de l'action de l'eau et du vent, des concepts qui préfigurent les théories modernes de l'érosion et de la formation des reliefs,.
Shen Kuo est également l'un des premiers à documenter des observations paléontologiques. Il décrit la découverte de fossiles de bambous pétrifiés dans une région où les bambous ne poussent pas, suggérant que le climat et l'environnement de cette région ont changé au fil des âges géologiques. Il rapporte également la découverte de fossiles de créatures marines dans des régions éloignées de la mer, ce qui l'amène à spéculer sur les changements géographiques et environnementaux survenus au cours de l'histoire de la Terre. Il suggère que les terres ont pu subir des soulèvements et des affaissements, modifiant ainsi la distribution des mers et des continents,.

### Physique et technologie
En optique, il décrit des expériences avec des miroirs et des lentilles, démontrant une compréhension des principes de la réflexion et de la réfraction de la lumière. Ses écrits montrent également une connaissance des phénomènes acoustiques, notamment la transmission et la perception du son.
Il décrit en détail le processus de l'impression à caractères mobiles, une technologie révolutionnaire qui a transformé la production de livres et la diffusion des connaissances. Shen Kuo attribue cette invention à Bi Sheng et explique comment les caractères mobiles en céramique sont utilisés pour composer et imprimer des textes, permettant une impression plus rapide et plus efficace que les méthodes traditionnelles.
En architecture et ingénierie, il décrit des techniques de construction avancées, notamment l'utilisation de contreforts et de structures de support pour stabiliser les bâtiments. Ses écrits incluent des discussions sur les méthodes de construction des ponts et des pagodes, ainsi que sur l'utilisation de matériaux de construction innovants.

### Biologie et médecine
En biologie, Shen Kuo explore divers aspects de la vie végétale et animale. Il décrit avec précision les processus de croissance des plantes et observe les variations morphologiques entre les espèces, ce qui témoigne d'une approche systématique de l'étude de la nature. Il s'intéresse également à la classification des organismes et propose des explications sur les adaptations des espèces à leur environnement, des concepts qui préfigurent les théories modernes de l'écologie et de l'évolution.
Dans le domaine de la médecine, il apporte des contributions significatives en documentant des pratiques médicales et des remèdes de son temps. Il décrit l'utilisation de diverses herbes médicinales et leurs effets sur la santé, ainsi que des techniques de diagnostic et de traitement des maladies. Ses écrits montrent une compréhension des principes de la pharmacologie et de la thérapie, et il met en lumière l'importance de l'observation clinique et de l'expérience pratique dans le traitement des patients.
L'ouvrage inclut également des discussions sur l'anatomie et la physiologie humaines. Shen Kuo documente des observations sur la structure et la fonction des organes, ainsi que sur les processus vitaux tels que la circulation sanguine et la respiration. Ses descriptions, bien que limitées par les connaissances de son époque, montrent une tentative de comprendre les mécanismes complexes du corps humain.